# Neil Druckmann
Neil Alan Druckmann (Tel Aviv, 5 dicembre 1978) è un autore di videogiochi e regista israeliano naturalizzato statunitense, con ruoli inizialmente di programmatore e poi di sceneggiatore e direttore creativo.
È co-presidente dell'azienda produttrice di videogiochi statunitense Naughty Dog, conosciuto principalmente per i suoi lavori svolti nei videogiochi The Last of Us e l'intera serie di Uncharted. È nato e cresciuto fino all'età di 10 anni in Israele, dove le sue esperienze nell'ambito dell'intrattenimento hanno influenzato le sue tecniche di narrazione. Ha studiato informatica presso l'Università Carnegie Mellon, prima di trovare lavoro nell'ambito dei videogiochi.
La prima esperienza di Druckmann nell'ambito videoludico è stata con la Naughty Dog come stagista. Prima di diventare sviluppatore di Uncharted: Drake's Fortune e Uncharted 2: Il covo dei ladri, nel 2004 fu uno dei programmatori di Jak 3 e Jak X. Successivamente ottenne il ruolo di direttore creativo per lo sviluppo di The Last of Us e di Uncharted 4: Fine di un ladro. È anche uno scrittore di fumetti, lavorò sul cortometraggio animato Uncharted: Eye of Indra e, successivamente, alla creazione del proprio romanzo grafico A Second Chance at Sarah. Ha lavorato insieme al fumettista Faith Erin Hicks alla serie The Last of Us: American Dreams, un prequel a fumetti in quattro volumi incentrato sull'infanzia di Ellie.
Druckmann ha ricevuto grandi apprezzamenti per il suo lavoro in The Last of Us, ricevendo premi e candidature per i suoi contributi, inclusi due BAFTA Awards, due DICE Awards e tre WGA Awards.

## Biografia
Druckmann è nato il 5 dicembre 1978 in Israele da Judy e Jerry Druckmann. In giovane età il fratello maggiore di Neil, Emanuel, gli mostrò fumetti, videogiochi e film; queste forme di intrattenimento, in modo particolare i videogiochi della Sierra Entertainment e LucasArts, lo aiutarono a studiare inglese. Fu particolarmente interessato allo storytelling, e scrisse alcuni fumetti.
Nel 1989 si trasferì negli Stati Uniti con la sua famiglia. Frequentò la middle school e l'high school a Miami, Florida, e successivamente studiò criminologia presso l’Università della Florida.
Druckmann visse a Tallahassee, Florida, dove ben presto divenne assistente ricercatore presso l’Università statale della Florida. Egli dedicò un anno al lavoro universitario nella Visualization Lab nella School of Computational Science and Information Technology, cominciata a luglio del 2002. Durante questo periodo, egli iniziò a sviluppare il gioco Pink-Bullet, per Linux e Microsoft Windows, con alcuni amici. Dopo aver scelto una classe di programmazione, Druckmann si rese conto che questa fosse la sua strada, e così nel dicembre del 2002 iniziò il percorso per ottenere il titolo di Bachelor of Computer Science, conseguito poi l’anno seguente.
Druckmann andò a Pittsburgh, dove frequentò l’Università di Carnegie Mellon; nell’agosto del 2003, cominciò il master in Entertainment Technology, che ottenne nel 2005 dall’Entertainment Technology Center. Nell’aprile del 2004, Druckmann sviluppò il gioco Dikki Painguin in: TKO for the Third Reich per la Nintendo Entertainment System come studente alla Carnegie Mellon in collaborazione con il compagno di classe Allan Blomquist.

## Carriera
Alla Game Developers Conference, Druckmann incontrò il co-fondatore della Naughty Dog, Jason Rubin. Nel 2004, Druckmann entrò a far parte della Naughty Dog come stagista programmatore, prima di essere promosso a tempo pieno come “gameplay programmer” alcuni mesi dopo. Durante lo sviluppo di Jak 3 (2004) e Jak X: Combat Racing (2005), Druckmann continuò a chiedere al co-presidente Evan Wells di spostarlo nel design team. Wells dapprima fu trattenuto nella decisione di spostarlo perché egli era stato inizialmente assunto come programmatore, ma in seguito ha accettato di esaminare i lavori di design di Druckmann solo se li avesse completati dopo l’orario di lavoro. Dopo lo sviluppo di Jak X, Wells alla fine dedusse l'abilità di Druckmann nel campo del design, e gli assegnò così il ruolo di game designer per lo sviluppo di Uncharted: Drake's Fortune (2007). In questa posizione, egli lavorò a stretto contatto con Amy Hennig per scrivere la storia di Uncharted, prima di lavorare su Uncharted 2: il covo dei ladri (2009) come guida del design team, diventando sempre più coinvolto nella scrittura principale del gioco. Druckmann lavorò anche sul design originale e sulla storia di Jak and Daxter: Una sfida senza confini (2009) prima dell'abbandono del gioco da parte della Naughty Dog; High Impact Games completò lo sviluppo.
Nel 2009, Druckmann lavorò sul cortometraggio animato Uncharted: Eye of Indra, come scrittore e direttore. Un prequel di Drake's Fortune, Eye of Indra racconta la storia di Nathan Drake prima degli eventi del primo gioco. Il primo romanzo grafico di Druckmann, A Second Chance at Sarah, è stato pubblicato dall'Ape Entertainment nel febbraio 2010. Con le illustrazioni dell'artista Joysuke Wong, il romanzo mostra l'interesse di Druckmann di viaggiare indietro nel tempo per incontrare sua moglie in età più giovane. "C'è qualcosa di carino e poetico in questa idea", spiegò Druckmann. Egli sentiva che condivideva molte somiglianze con il protagonista del romanzo, Johnny, e che "molti difetti e paure di Johnny derivano dalle proprie (sue) carenze". Il fumetto è stato rilasciato originariamente il 24 febbraio 2010; i critici hanno apprezzato in modo particolare le illustrazioni di Wong, nonché lo sviluppo e la scrittura di Druckmann.
Dopo lo sviluppo di Uncharted 2, Naughty Dog si divise in due squadre per lavorare contemporaneamente sui progetti. Una squadra lavorò su Uncharted 3: L'inganno di Drake, i co-presidenti Evan Wells e Christophe Balestra scelsero Druckmann e Bruce Straley per guidare lo sviluppo di un nuovo gioco; Druckmann fu scelto per la sua determinazione e per il suo talento nel design. Anche se essi furono originariamente scelti per sviluppare un nuovo gioco per la serie Jak e Daxter, la squadra ha ritenuto di "non fare servizio ai fans del franchise" e ha deciso di creare un nuovo gioco, intitolato The Last of Us.

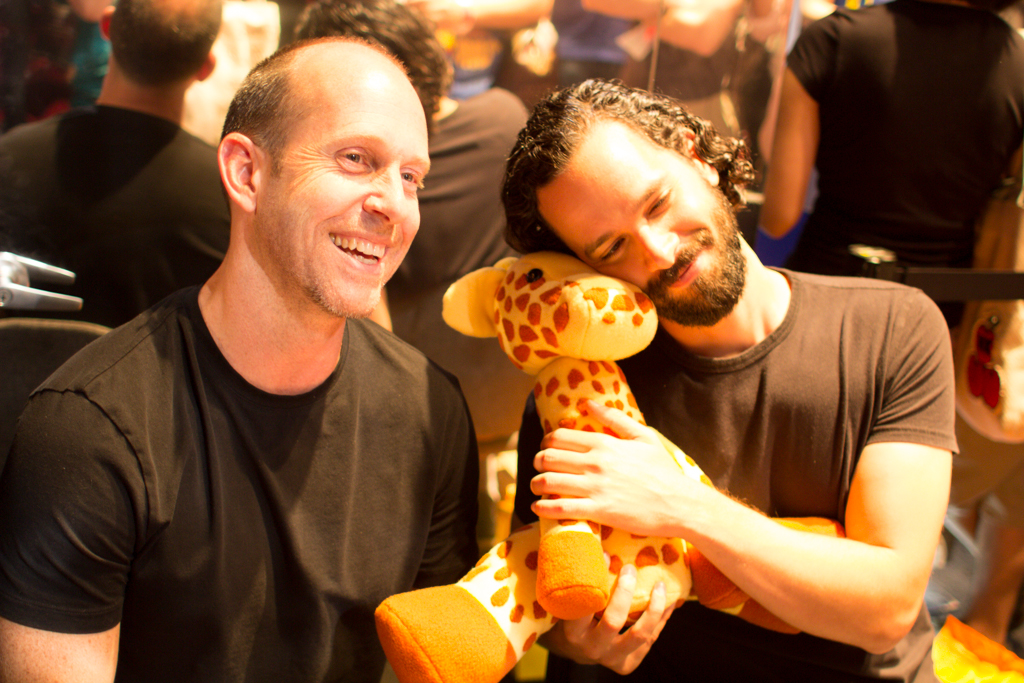
Druckmann (a destra) con il game-director Bruce Straley (a sinistra) al PAX Prime nel 2014. I due lavorarono strettamente per lo sviluppo di The Last Of Us e Uncharted 4: Fine di un ladro.

Quando concepì le idee per The Last of Us, Druckmann utilizzò un concetto che creò quando fu studente alla Carnegie Mellon University. La sua idea era di unire il gioco Ico (2001) in una storia ambientata durante un'apocalisse zombie, come quella di La notte dei morti viventi (1968), con un protagonista simile a John Hartigan di Sin City (1991-2000). Il protagonista, un poliziotto, avrebbe il compito di proteggere una ragazza; tuttavia, a causa della condizione cardiaca del protagonista, i giocatori spesso assumono il controllo della ragazza, invertendo i ruoli. Egli ha basato The Last of Us su questo concetto, sostituendo il poliziotto con Joel, e chiamando la ragazza, Ellie. Druckmann scrisse The Last of Us con l'intenzione di avere la storia "radicata nella realtà", una partenza sconvolta dalla precedente sensazione "leggera e sciolta" della Naughty Dog. "Aveva bisogno di avvicinarsi a un po' più dark [di Uncharted] per esplorare un tema più triste", ha spiegato. Prima di dirigere il gioco, Druckmann ha preso lezioni di recitazione al fine di "parlare con [gli attori] nella stessa lingua". Il gioco è stato distribuito il 14 giugno 2013 al successo di critica, con particolare elogio diretto verso il lavoro di Druckmann sulla storia. Ha ottenuto numerosi riconoscimenti per il suo lavoro sul gioco, inclusi un BAFTA, un DICE Award, un Game Developers Choice Awards, un Golden Joystick Award e un Writers Guild of America Award.
Druckmann ha lavorato più avanti sul DLC The Last Of Us: Left Behind, un prequel incentrato sul rapporto di Ellie con la sua amica Riley, il quale è stato accolto al successo di critica. Ha ottenuto ulteriori riconoscimenti per il suo lavoro su Left Behind, tra cui un secondo BAFTA e Writer Guild of America Award. In particolare, è stato elogiato per la scrittura di una scena che coinvolge un bacio tra due personaggi femminili, la quale è stata definita "un importante punto di svolta" per i videogiochi. Ha anche co-scritto le quattro miniserie di fumetti The Last Of Us: American Dreams, con lo scrittore e artista Faith Erin Hicks. È stato pubblicato dalla Dark Horse Comics, con il primo numero pubblicato nell'aprile 2013, ed è stato elogiato per la scrittura di Druckmann e lo sviluppo del personaggio, così come le illustrazioni semplicistiche Hicks.
Dopo la partenza di Hennig da Naughty Dog nel marzo 2014, è stato annunciato che Druckmann e Straley lavoravano rispettivamente su Uncharted 4: Fine di un ladro (2016) rispettivamente come direttore creativo e game-director. I primi rapporti hanno affermato che Hennig è stato "costretta a lasciare" la Naughty Dog per Druckmann e Straley, anche se i co-presidenti Evan Wells e Christophe Balestra successivamente lo negarono. Druckmann co-scrisse la storia accanto a Josh Scherr; Druckmann considerava Scherr "il divertente", permettendogli di scrivere l'umorismo di Uncharted 4 a causa dell'impossibilità di Druckmann a scrivere scherzi. Egli ha apprezzato la collaborazione di scrivere su Uncharted 4, avendo scritto The Last of Us quasi completamente indipendentemente. Il gioco è stato distribuito il 10 maggio 2016 al successo di critica, con la continua lode diretta verso la storia. È stato premiato come Best Narrative al The Game Awards 2016, e Outstanding Achievement in Videogame Writing al 69° Writers Guild of America Awards.
Nel marzo 2014, Sony ha annunciato che Druckmann stava scrivendo un adattamento cinematografico di The Last of Us, prodotto da Sam Raimi e distribuito da Screen Gems. Nel gennaio 2015, Druckmann aveva scritto la seconda bozza del copione, ed effettuato una lettura con alcuni attori. Pochi lavori si sono verificati in seguito, Druckmann ha affermato nell'aprile del 2016 che il film era entrato nell'inferno dello sviluppo. Druckmann successivamente ha co-scritto un sequel del primo gioco, intitolato The Last of Us: Part II, al fianco di Halley Gross; Straley non tornerà a co-dirigere il gioco. Il gioco è uscito il 19 giugno 2020.
Il 9 marzo 2018 Druckmann è stato nominato vicepresidente della Naughty Dog da Evan Wells.
Il 4 dicembre 2020 viene nominato co-presidente della compagnia.

## Stile di scrittura
La filosofia di scrittura di Druckmann, che realizzò mentre parlava all'autore di videogiochi Cory Barlog, è "storia semplice, personaggi complessi"; Druckmann non ama i videogiochi con un'esposizione complicata, ma si diverte a scrivere complesse relazioni dei personaggi. Durante la sua scrittura, Druckmann si avvicina a scene che si concentrano su ogni personaggio, tentando di entrare nella mentalità di ogni singolo personaggio. Egli prova a ignorare i tropi dei personaggi nel tentativo di scrivere "onestamente". Druckmann scrive anche con una mentalità minimalista, spesso chiedendo a se stesso "Che cos’è realmente questa scena? Qual è il minimo che dobbiamo dire o fare per trasmetterlo e non più?".
Prima di scrivere un gioco, Druckmann e Straley, creano un intero profilo della storia, prima esplorando la narrazione più intricata, discutendo dei “battiti momento per momento” di ogni livello che porta a un evento più grande. Essi, generalmente, iniziano con il centro della storia, in quanto è il nucleo del gioco e della narrativa, prima di esplorare il climax del gioco e lo sviluppo del personaggio. John Horn, presentatore di The Frame ha individuato un tema ricorrente nelle storie di Druckmann, come A Second Chance at Sarah e The Last of Us, che è il concetto dei personaggi di tentare o sperare di alterare il loro passato in qualche modo; Druckmann ha ammesso di non aver notato questa tendenza, anche se ha concordato con esso e ha riconosciuto la sua ricorrenza in una prossima storia alla sua.

## Influenze
Druckmann cita il game-writer Sam Lake come una grande ispirazione, chiamandosi un "fan di lunga data". I videogiochi preferiti di Druckmann comprendono Monkey Island 2: LeChuck’s Revenge, Ico, e Resident Evil 4, Bioshock e Castlevania: Symphony of the Night, e spesso egli è ispirato dai fumetti caratteristici come Preacher (1995-2000), e Y - L'ultimo uomo sulla Terra (2002-2008). Mentre scrisse The Last of Us, Druckmann fu ispirato da diversi film, tra cui Gli spietati (1992), per la sua capacità di creare il supporto del pubblico verso il protagonista nonostante la sua immoralità; Non è un paese per vecchi (2007), a causa della sua sottile e scarsa esecuzione, costringendo l'impegno del pubblico; e Gravity (2013), per quanto riguarda la semplicità e l'intensità.

## Pensiero
(Neil Druckmann, International Game Developers Association keynote, 16 settembre 2013)
Druckmann è un sostenitore regolare della parità di genere nei videogiochi, citando Anita Sarkeesian come sua influenza; ha presentato il Premio Ambasciatore a Sarkeesian nel 2014 al Game Developers Choice Awards e ha regolarmente sostenuto i suoi progetti. Attraverso lo sviluppo di Uncharted 4, Druckmann è stato influenzato dal concept artist Ashley Swidowski per includere più personaggi femminili nel gioco. "Mi sta costantemente contestando e spingendo per la diversità nel nostro cast", ha detto. Al momento di una critica da parte di un focus group per quanto riguarda l'inserimento di un personaggio femminile in Uncharted 4, Druckmann ordinò loro di andarsene, rispondendo "Wow, perché? Che importa?".
Allo stesso modo, Ellie di The Last of Us è stata inizialmente ricevuta negativamente nei focus group. Druckmann è orgoglioso che Ellie sia un "forte e caratteristico personaggio principale femminile non sessualizzato" e spera che altri sviluppatori adotteranno approcci simili senza avere paura di essere impopolari. Druckmann e Straley sono stati sorpresi da alcuni contraccolpi riguardo ai ruoli di genere in The Last of Us, anche se Druckmann ha osservato che "più facciamo progressi, più emergono questi problemi". Ha definito "un malinteso" il fatto che i protagonisti femminili ostacolano le vendite di gioco, evidenziato dal successo di The Last Of Us.

## Vita privata
Druckmann vive a Los Angeles, California con sua moglie Maya e la figlia. Egli divenne padre durante lo sviluppo di The Last of Us; sua figlia fu una "grande ispirazione" per lui quando scrisse la trama. La nascita della figlia contribuì a rafforzare le sue idee sulla famiglia, rendendosi conto che avrebbe "fatto qualsiasi cosa" per lei. Druckmann è ebreo.

## Opere

### Videogiochi
- Dikki Painguin in: TKO for the Third Reich (2004)
- Jak 3 (2004)
- Jak X: Combat Racing (2005)
- Uncharted: Drake's Fortune (2007)
- Uncharted 2: Il covo dei ladri (Uncharted 2: Among Thieves) (2009)
- Jak and Daxter: Una sfida senza confini (Jak and Daxter: The Lost Frontier) (2009)
- The Last of Us (2013) - direttore creativo
- The Last of Us: Left Behind (2014) - direttore creativo
- Uncharted 4: Fine di un ladro (Uncharted 4: A Thief's End) (2016) - direttore creativo
- The Last of Us Part II (2020) - direttore creativo
- Intergalactic: The Heretic Prophet (TBA) - direttore creativo

### Letteratura
- A Second Chance at Sarah (2010)
- The Last of Us: American Dreams (2013)
- The Art of The Last of Us (2013) - prefazione con Bruce Straley
- The Art of Naughty Dog (2014) con Bruce Straley

### Produttore
- Uncharted: Eye of Indra – cortometraggio (2009) - regista e sceneggiatore
- Grounded: Making The Last of Us – documentario (2013)
- Between the Lines with Barry Kibrick – episodio 13x25 (2013)
- How Videogames Changed the World – documentario
- Conversations with Creators – web serie, episodio 2 (2015)
- The Game Makers: Inside Story – web serie, 5 episodi (2017)
- Uncharted, regia di Ruben Fleischer (2022)
- The Last of Us – serie TV (2023-in corso) - sceneggiatore e regista

## Premi e candidature
| Data             | Premio                                        | Categoria                                    | Ricevente                        | Risultato       |
| ---------------- | --------------------------------------------- | -------------------------------------------- | -------------------------------- | --------------- |
| 26 ottobre 2013  | 31st Golden Joystick Awards                   | Best Storytelling                            | The Last of Us                   | Vincitore/trice |
| 4 dicembre 2013  | 5th Annual Inside Gaming Awards               | Miglior Storia                               | The Last of Us                   | Candidato/a     |
| 21 dicembre 2013 | Hardcore Gamer's Game of the Year Awards 2013 | Best Writing                                 | The Last of Us                   | Vincitore/trice |
| 21 dicembre 2013 | Hardcore Gamer's Game of the Year Awards 2013 | Miglior Storia                               | The Last of Us                   | Candidato/a     |
| 24 dicembre 2013 | Destructoid's Best of 2013                    | Miglior Storia                               | The Last of Us                   | Candidato/a     |
| 24 dicembre 2013 | Giant Bomb's 2013 Game of the Year Awards     | Miglior Storia                               | The Last of Us                   | Vincitore/trice |
| 31 dicembre 2013 | The Daily Telegraph Video Game Awards 2013    | Best Script                                  | Neil Druckmann                   | Vincitore/trice |
| 31 dicembre 2013 | The Daily Telegraph Video Game Awards 2013    | Best Director                                | Neil Druckmann and Bruce Straley | Candidato/a     |
| 7 gennaio 2014   | GameTrailers Game of the Year Awards 2014     | Miglior Storia                               | The Last of Us                   | Vincitore/trice |
| 9 gennaio 2014   | IGN's Best of 2013                            | Miglior PS3 Storia                           | The Last of Us                   | Vincitore/trice |
| 10 gennaio 2014  | IGN's Best of 2013                            | Best Overall Story                           | The Last of Us                   | Candidato/a     |
| 1 febbraio 2014  | 66th Writers Guild of America Awards          | Outstanding Achievement in Videogame Writing | The Last of Us                   | Vincitore/trice |
| 7 febbraio 2014  | 17th Annual DICE Awards                       | Outstanding Achievement in Story             | The Last of Us                   | Vincitore/trice |
| 8 marzo 2014     | 2014 SXSW Gaming Awards                       | Excellence in Narrative                      | The Last of Us                   | Vincitore/trice |
| 12 marzo 2014    | 10th British Academy Video Games Awards       | Storia                                       | The Last of Us                   | Vincitore/trice |
| 19 marzo 2014    | 14th Annual Game Developers Choice Awards     | Miglior Narrativa                            | The Last of Us                   | Vincitore/trice |
| 14 febbraio 2015 | 67th Writers Guild of America Awards          | Outstanding Achievement in Videogame Writing | The Last of Us: Left Behind      | Vincitore/trice |
| 20 febbraio 2015 | IGN AU Black Beta Select Awards 2014          | Best Storytelling                            | The Last of Us: Left Behind      | Vincitore/trice |
| 12 marzo 2015    | 11th British Academy Video Games Awards       | Storia                                       | The Last of Us: Left Behind      | Vincitore/trice |
| 18 novembre 2016 | Golden Joystick Awards 2016                   | Best Storytelling                            | Uncharted 4: Fine di un ladro    | Candidato/a     |
| 1 dicembre 2016  | The Game Awards 2016                          | Miglior Narrativa                            | Uncharted 4: Fine di un ladro    | Vincitore/trice |
| 19 febbraio 2017 | 69th Writers Guild of America Awards          | Outstanding Achievement in Videogame Writing | Uncharted 4: Fine di un ladro    | Vincitore/trice |
| 6 aprile 2017    | 13th British Academy Video Games Awards       | Narrativa                                    | Uncharted 4: Fine di un ladro    | Candidato/a     |
| 24 novembre 2020 | Golden Joystick Awards                        | Miglior Storia                               | The Last Of Us Parte II          | Vincitore/trice |
| 10 dicembre 2020 | The Game Awards                               | Miglior Storia                               | The Last Of Us Parte II          | Vincitore/trice |